# August 2024
Portal Geschichte | Portal Biografien | Aktuelle Ereignisse | Jahreskalender | Tagesartikel

◄ |
20. Jahrhundert |
21. Jahrhundert

◄ |
1990er |
2000er |
2010er |
2020er
| 2030er | 2040er

◄ |
2020 |
2021 |
2022 |
2023 |
2024
| 2025 | 2026 | 2027 | 2028 | ►

◄ |
Mai 2024 |
Juni 2024 |
Juli 2024 |
August 2024 |
September 2024 |
Oktober 2024 |
November 2024 |
►
Dieser Artikel behandelt tagesbezogene Nachrichten und Ereignisse im August 2024. Eine Artikelübersicht zu thematischen „Dauerbrennern“ und zu länger andauernden Veranstaltungen findet sich auf der Seite zu den laufenden Ereignissen.

## Tagesgeschehen

### Donnerstag, 1. August 2024
- Welt: Erdüberlastungstag
- International: Mehrere westliche Staaten und Russland vollziehen den größten Häftlingsaustausch seit Ende des Kalten Krieges.

### Freitag, 2. August 2024
- Mogadischu/Somalia: An einem Strand in Mogadischu kommt es zu einem Anschlag mit mindestens 32 Toten und 63 Verletzten. Al-Shabab gab bekannt, die Anschläge verübt zu haben.[1][2]

### Montag, 5. August 2024
- Tokio/Japan: Der japanische Leitindex Nikkei 225 erlebt mit einem Minus von 12,40 Prozent den zweitschlechtesten Tag in seiner Geschichte.
- Dhaka/Bangladesch: Nach tagelangen Protesten trat die Premierministerin Hasina Wajed zurück.
- Schweiz: Die Schweizer Bundesanwaltschaft und Glencore veröffentlichen den Strafbefehl und die Einstellungsverfügung gegen Glencore im Fall Kongo.

### Dienstag, 6. August 2024
- Südafrika: Beginn der 32. Generalversammlung der Internationalen Astronomischen Union

### Mittwoch, 7. August 2024
- Locarno/Schweiz: Eröffnung des 77. Locarno Film Festivals (bis 17. August)
- Tunis/Tunesien: Präsident Kais Saied entlässt Ministerpräsident Ahmed Hachani und ernennt Kamel Maddouri zum Nachfolger.[3]
- Wien/Österreich: Jene drei Konzerte von Taylor Swift, die von 8. bis 10. August im Ernst-Happel-Stadion in Wien hätten stattfinden sollen, wurden abgesagt, nachdem eine konkrete terroristische Bedrohungslage seitens Mitgliedern des Islamischen Staates im Zusammenhang mit den Konzerten bekannt wurde.[4]

### Freitag, 9. August 2024
- Vinhedo/Brasilien: Beim Absturz des VoePass-Linhas-Aéreas-Flugs 2283 kommen alle 58 Passagiere und vier Crew-Mitglieder ums Leben.

### Samstag, 10. August 2024
- Payerne/Schweiz: Bei einer Radiosondierung wurde eine Nullgradgrenze von über 5000 Meter über Meer gemessen, einer der zehn höchsten Werte in der Schweiz seit Messbeginn 1954.[5]
- Effeltrich/Deutschland: Die Tanzlinde (Effeltrich) erhielt vom Kuratorium Nationalerbe-Baum der Deutschen Dendrologischen Gesellschaft als 39. Baum die Auszeichnung zum Nationalerbe-Baum.[6]

### Sonntag, 11. August 2024
- Paris/Frankreich: Abschluss der Olympischen Sommerspiele 2024

### Montag, 12. August 2024
- Brienz BE/Schweiz: Erneut zogen heftige Gewitter über die Schweiz hinweg, wobei Brienz BE besonders stark getroffen wurde.

### Mittwoch, 14. August 2024
- Genf/Schweiz: Die Weltgesundheitsorganisation hat aufgrund der Ausbreitung einer neuen Mpox-Virusvariante in Afrika eine weltweite Notlage ausgerufen.[7]
- Kiribati: Parlaments-[8] und Präsidentschaftswahl[9]

### Donnerstag, 15. August 2024
- Mittelmeerraum: Die mediane Oberflächentemperatur des Mittelmeers erreicht mit 28,9 °C einen neuen Tageshöchstwert.

### Freitag, 16. August 2024
- Bangkok/Thailand: Die Nationalversammlung wählt Paetongtarn Shinawatra, Tochter des früheren Ministerpräsidenten Thaksin Shinawatra und Nichte der früheren Ministerpräsidentin Yingluck Shinawatra, zur Nachfolgerin des abgesetzten Regierungschefs Srettha Thavisin.[10]

### Samstag, 17. August 2024
- Indonesien: Nusantara ersetzt Jakarta als Hauptstadt Indonesiens.[11]
- Deutschland: Beginn der Fußball-Bundesliga Saison 2024/25 der Frauen

### Montag, 19. August 2024
- Chicago/Vereinigte Staaten: Democratic National Convention 2024 (bis 22. August)

### Dienstag, 20. August 2024
- Die Estnisch-Orthodoxe Kirche hat die Unabhängigkeit im administrativen, ökonomischen und Bildungsbereich festgeschrieben. Auch der Name der Kirche wurde geändert und lautet nun "Estnische Orthodoxe Kirche" – der Zusatz "des Moskauer Patriarchats" wurde gestrichen.[12]

### Freitag, 23. August 2024
- Solingen/Deutschland: Beim Messeranschlag in Solingen werden drei Menschen getötet.
- Deutschland: Beginn der Fußball-Bundesliga Saison 2024/25 der Herren

### Samstag, 24. August 2024
- Barsalogho/Burkina Faso: Bewaffnete Angreifer töten bis zu 200 Zivilisten und Sicherheitskräfte, mehr als Hundert werden verletzt.[13] Zu der Tat bekennt sich die Gruppierung Dschamāʿat Nusrat al-Islām wa-l-Muslimīn.[14]

### Sonntag, 25. August 2024
- Saarbrücken/Deutschland: Abschluss der Deutschland Tour
- Rouen/Frankreich: Beginn der Hochsee-Segelregatta Solitaire du Figaro

### Montag, 26. August 2024
- Nukuʻalofa/Tonga: Beginn des Pacific Islands Forum (bis 30. August)
- New York City/Vereinigte Staaten: Beginn der US Open 2024

### Mittwoch, 28. August 2024
- Paris/Frankreich: Beginn der Sommer-Paralympics 2024
- Venedig/Italien: Beginn der Internationalen Filmfestspiele von Venedig 2024

### Donnerstag, 29. August 2024
- Barcelona/Spanien: Beginn des Louis Vuitton Cup (bis 7. Oktober)

### Samstag, 31. August 2024
- Volos/Griechenland: In der griechischen Stadt Volos wurde wegen einem massiven Fischsterben der Notstand ausgerufen.[15]